# Ochotnoje (Kaliningrad, Bagrationowsk)
Ochotnoje (Охотное, deutsch Bombitten) war ein Ort in der russischen Oblast Kaliningrad (Gebiet Königsberg (Preußen)). Seine Ortsstelle gehört zum Munizipalkreis Rajon Bagrationowsk (Stadtkreis Preßusch Eylau).

## Geographische Lage
Die Ortsstelle Ochotnojes liegt drei Kilometer nördlich der russisch-polnischen Staatsgrenze im südlichen Westen der Oblast Kaliningrad, 27 Kilometer östlich der ehemaligen Kreisstadt Heiligenbeil (russisch Mamonowo) bzw. 19 Kilometer westlich der heutigen Rajonshauptstadt Bagrationowsk (deutsch Preußisch Eylau).

## Geschichte
Der kleine seinerzeit Bomyten genannte Gutsort wurde 1413 erstmals urkundlich erwähnt. Es handelte sich um ein weit verstreutes Dorf, das nach 1413 Bomiten, nach 1414 Bombythen, vor 1600 Bombitcken, nach 1692 Bombitken und nach 1820 schließlich Bombitten genannt wurde.
Im Jahre 1874 wurde der Gutsbezirk Bombitten in den neu errichteten Amtsbezirk Maraunen (russisch Michailowskoje) im ostpreußischen Kreis Heiligenbeil einbezogen,
und zwischen 1886 und 1892 in Gutsbezirk „Bomben“ (russisch Alexandrowskoje) umbenannt. 260 Einwohner zählte der Gutsbezirk Bomben im Jahre 1910.
Am 2. Februar 1921 bildete man aus der Rentengutskolonie Bombitten, die in den Gutsbezirk Bomben integriert war, eine Landgemeinde Bombitten, in die am 30. September 1928 die Gutsbezirke Bomben (russisch Alexandrowskoje), Dothen sowie Gedau Rittergut (beide russisch Donskoje) eingegliedert wurden. Im Jahre 1933 belief sich die Zahl der Einwohner Bombittens auf 430, im Jahre 1939 auf 429.
Als 1945 in Kriegsfolge Ostpreußen geteilt wurde, kam Bombitten mit dem gesamten nördlichen Teil zur Sowjetunion. Bis 1950 behielt der Ort den deutschen Namen und wurde erst dann in „Ochotnoje“ umbenannt. Bereits 1947 dürfte das Dorf zum Oktjabrski selski Sowet (Dorfsowjet Oktjabrskoje (Moritten)) gekommen sein, dann nach dessen Auflösung 1954 zum Tschapajewski selski Sowet (Dorfsowjet Tschapajewo (Schlauthienen)) und vermutlich Anfang der 1960er Jahre zum Kornewski selski Sowet (Dorfsowjet Kornewo (Zinten)). Doch in diesen Jahren bereits war der Ort nur gering bis gar nicht besiedelt. Er verwaiste und wurde aufgegeben, so dass er heute offiziell als untergegangen gilt. Seine Ortsstelle liegt im Bereich des Munizipalkreises Rajon Bagrationowsk (Stadtkreis Preußisch Eylau) in der Oblast Kaliningrad (Gebiet Königsberg (Preußen)) der Russischen Föderation.

## Religion
Vor 1945 war die Bevölkerung Bombittens fast ausnahmslos evangelischer Konfession. Das Dorf gehörte zum Kirchspiel der Stadt Zinten (russisch Kornewo) in der Kirchenprovinz Ostpreußen der Kirche der Altpreußischen Union.

## Verkehr
Die Ortsstelle Bombitten resp. Ochotnojes ist heute kam noch wahrnehmbar. Sie befindet sich nördlich der Straße Kornewo–Bagrationowsk und ist über den Abzweig bei der – auch nicht mehr existenten – Ortstelle Bomben (russisch Alexandrowskoje) zu erreichen. Die nächste Bahnstation war bis 1945 die Stadt Zinten.

## Persönlichkeit
- Werner von der Osten-Sacken (1821–1889), preußischer Generalleutnant, wurde am 22. April 1821 in Bombitten geboren